# Harold Wilson
Harold Wilson (n. 11 martie 1916, Huddersfield - d. 24 mai 1995, Londra)  a fost un politician britanic care a deținut de două ori funcția de prim ministru al Marii Britanii, în perioada 1964 - 1970 și în perioada 1974 - 1976.
1. 1 2  The Peerage
2. ↑  Genealogics
3. ↑  Ĉu vi parolas Esperanton? Esperanto speakers launch new drive to gain international recognition (în mai multe limbi)
4. ↑  Autoritatea BnF, accesat în 10 octombrie 2015
5. ↑  Obituary: James Harold Wilson 1916-95[*] Verificați valoarea |titlelink= (ajutor)